# Сорока каліфорнійська
Сорока каліфорнійська (Pica nuttalli) — вид горобцеподібних птахів родини воронових (Corvidae). Поширений у Північній Америці.

## Назва
Наукова назва nuttalli вшановує англійського натураліста Томаса Наттолла (англ. Thomas Nuttall, 1786–1859).

## Поширення
Ендемік Каліфорнії (США). Трапляється на захід від гір Сьєрра-Невада. Мешкає в дубовій савані з великими деревами, розкиданими серед широких просторів відкритих луків і пасовищ.
Вважається, що популяція виду, оцінена приблизно в 180 000 особин у 2003 році, скоротилася на 49% до 2006 року через вплив вірусу Західного Нілу. Після мінімуму в 2007-2008 роках популяція, схоже, припинила скорочення і, можливо, дещо відновилася.

## Опис
Тіло завдовжки 43-54 см, вагою 126-189 г. Це стрункі на вигляд птахи з округлою головою з довгим і сильним конічним дзьобом із гачкуватим кінцем, довгими крилами, довгим хвостом (приблизно половину загальної довжини) ромбоподібної форми і міцними ногами. Оперення чорне з шовковистим відтінком на голові, горлі, верхній частині грудей, спині, крупі, підхвісті, нижній частині живота та опереній частині ніг, тоді як решта живота та грудей, а також боки і криючі крил мають білий колір: махові білі знизу і чорні з дуже помітними блакитними відблисками зверху, тоді як хвіст чорний з такими ж помітними синювато-зеленими відблисками, які присутні (хоча менш помітні) на передній частині та тімені. Очі темно-карі, з наявністю помітного голого очного кола яскраво-жовтого кольору, з ймовірною функцією терморегуляції. Ноги чорнуваті, а дзьоб жовтий, з голою і м'ясистою основною частиною, яка з'єднується з жовтим периокуляром.

## Спосіб життя
Це активний денний птах, що збирається у великі зграї до декілька десятків птахів. Цей всеїдний вид харчується цілим рядом продуктів, включаючи безхребетних, дрібних ссавців, пташині яйця та пташенят, падаль, відходи, зерно, фрукти, горіхи та інше насіння.